# Батерст (острів, Канада)
О́стрів Ба́терст  (англ. Bathurst Island) — острів у Північному Льдовитому океані в складі Канадського Арктичного архіпелагу і частини островів Королеви Єлизавети. Тринадцятий за розмірами острів у Канаді і п'ятдесят четвертий у світі. 
Має площу 16 042 км²  і належить нунавутам Канади. Найвища точка на острові — гора Стокс (англ. Stokes Mountain) заввишки 412 м над рівнем моря.
Перші мешканці острова з'явилися тут 1000 років тому, і це були предки сучасних приморських індіанців та народу інуктітут. У 1819 році на острів прибув англієць Вільям Паррі: він став першим європейцем-дослідником, що висадився на острів Батерст, названий на честь британського державного діяча Генрі Батерста.
На території острова знаходиться народна природна резервація Палар Бер Пас (англ. Polar Bear Pass) .